# Смерть та сенатор
«Смерть та сенатор» (англ. Death and the Senator) — науково-фантастичне оповідання британського письменника Артура Кларка. Вперше опубліковане в 1961 році, згодом потрапляло до декількох збірок творів, написаних Кларком.

## Сюжет
Дата подій, описаних у роману точно невідома, але відомо, що це за декілька років до 1976. Оповідання розпочинається розповіддю про Мартіна Стілмана, американського Сенатора та потенційного кандидата в Президенти США. Будучи членом профільного комітету Сенату, він використовував свій вплив та переконання, щоб відмовитися від фінансування астробіологічного проекту.
Через декілька років він дізнається, що у нього є потенційно небезпечний для життя стан серця. Після цього він чує від одного з вчених-космологів, чий проект він допоміг закрити, що СРСР експериментує з лікуванням в умовах невагомості на орбітальній космічній станції. Хоча Стілману пропонують місце революційній експериментальній програмі лікування, він відмовляється від нього на користь молодої пари, яка також чекає на лікування.
Повернувшись до Вашингтону, він проводить декілька останніх спокійних місяців з членами своєї сім'ї, оскільки він завжди був занадто зайнятий політикою, і знаходить щастя в ролі люблячого діда. Сидячи на лаві і згадуючи долю, до нього непомітно підкрадається смерть.
Назва «Смерть та сенатор», як і більш відомі «Смерть та Діва» та інші варіації назви «Смерть та ...», зрештою походять від з середньовічного «Танцю смерті». У цьому контексті середньовічні зображення «Смерть та імператор» або «Смерть та Папа» мали на меті примусити людей замислитися над тим, що навіть і владні та високопоставлені, всі смертні, і всі повинні подумати про те, що вони роблять зі своїм життям. Вочевидь, Кларк мав на меті те ж саме повідомлення в осучасненому вигляді.

## Фон
Це оповідання дещо в ширшому контексті розцінюється як заперечення критики американського сенатора Вільяма Проксміра щодо дослідження космосу.